# 堀川ランプ
堀川ランプ（ほりかわ らんぷ、〈本名：堀川 龍志(ほりかわ たつし)〉、1992年4月2日（33歳） - ）は、日本のピン芸人。元ラフィーネプロモーション所属。現在は100companyにてエージェント契約。

## 来歴
新潟県新潟市西蒲区出身。実家は寺院で、浄土真宗の僧籍を持つ。新潟県立新潟南高等学校を経て、日本大学大学院生物資源科学研究科修士課程修了。日本大学生物資源科学部落語研究会出身。
大学院修了後は博物館的な所に就職し、「自然に触れ合う」的なコーナーのスタッフになるが「このまま死んでいくのは嫌だな」と思い、退職。フリー芸人として活動し、2017年には「THE VERY BEST OF FREE〜フリー芸人最強決定戦〜」にて第3位となる。2019年1月よりラフィーネプロモーションに所属。2022年から実家の寺院を継ぎ、新潟と東京を行き来しながら芸人活動をしている。
芸名のランプの由来は、公では「性格が明るいから」と回答しているが、本当は以前組んでいたコンビ名が「白玉ランプ」だったことに由来するとYoutubeで語った。
タイセイ（元サカナモンガー）とのコンビ「ステーキハウス五十嵐」としても活動していたが、2025年4月に解散。そのタイミングでラフィーネプロモーションを退所する。ゆうだい（ふねしぼり）とのコンビ「レツデン」としても活動する。
2025年8月よりユニット「真夏のエスパー」として100companyとエージェント契約。相方は「さとう虎」。

## ネタ
主にフリップ芸。白衣を着て、理系の研究発表を模したスタイルで行うことが多い。主なネタには「いろんな発明・発見」やポケモンネタなどがある。昆虫好きで、昆虫に関する記事監修やイラスト執筆も行う。僧侶としてフリップ法話を行うこともある。

## 主な出演

### テレビ番組
ネタパレ（フジテレビ、2020年1月24日、「ニュースター発掘企画」内にて）」
ウチ、"断捨離"しました (BS朝日、2020年7月20日)

### ライブ活動
月10回ほど都内ライブで活動。
ユニットライブ「ケミカルX」、「ウレニイクイレブン」「筒子九蓮(ピンズチューレン)」等がある。
お笑い集団NAMARA主催「古町演芸寄席」など新潟のお笑いライブにも出演。

## 賞レース成績
「大学芸会2016」 決勝進出
「THE VERY BEST OF FREE 2017」 3位
「TOP-1 グランプリ 2018」フリップ芸、パワポ、映像、モノマネ部門、準決勝進出
「THE VERY BEST OF FREE 2018」準決勝進出
「R-1グランプリ2021」準々決勝進出